# جی۳ بتلکروزیر
جی۳ بتلکروزیر (به انگلیسی: G3 battlecruiser) یک کشتی است که طول آن ۸۵۶ فوت (۲۶۰٫۹ متر) می‌باشد.